# 06式半自動榴彈發射器
06式半自動榴彈發射器（QLB-06，QLB为源自官方翻译的拼音「轻武器—榴弹—半自动」（Qīngwuqi Liudan Banzidong）的类别代码，照正常而言的拼音是「2006式半自動榴弹发射器」（Banzidong Liudan Qiang, 2006）、又稱：QLZ-87B，QLZ为源自官方翻译的拼音「枪—榴弹—自动」（Qīngwuqi Liudan Zidong）的类别代码，推斷意為「1987式自動榴弹发射器輕便型」（Zidong Liudan Qīngwuqi, 1987 B），以下简称为QLB-06）是一款由中国北方工业集团公司所研制和生產的單兵操作式半自動肩射型榴彈發射器，是中國87式自動榴彈發射器的衍生型，为目前中国人民解放军的制式榴弹发射器之一，发射中国自行研製的35×32毫米高速榴彈。

## 歷史
自1990年代，中国先后研制了枪挂式91式35毫米防暴榴弹发射器（QLL／QLG-91）、机电结合的94式35毫米车载自动榴弹发射器（ZLZ-94）以及弹链供弹方式的04式35毫米自动榴弹发射器（以下简称QLZ-04）等。過往的解放軍的榴弹发射器多少有些缺陷與問題，而研究在不断发展，专业化和系列化不断加强，具备了不同的战术特点，能满足不同的战术用途榴彈發射器變得十分急須。
而QLB-06是继QLZ-87和QLZ-04之后，全新改良研制的35毫米榴弹发射器。它的基本战技指标与QLZ-87相同，但在携行性等综合性能方面比QLZ-87优秀，重量更轻、单兵可携行，增强了步兵分队的面杀伤火力密度、扩大了杀伤范围和打击轻型装甲的能力，提高了步兵班组的独立作战能力。

## 战术用途
在步兵分队作战中，一般会将榴弹发射器配置在战斗队形的翼侧、侧后或中间的间隙位置，与分队的其它武器形成能攻易守的火力整体，以发挥火力效能。战斗中，榴弹发射器在较近距离或在直射距离内开火命中率较高，杀伤范围较大。但过于抵近会减少射击机会，暴露的可能性增大；而在较远距离内射击容易开火过早，命中率降低。而恰当的开火时机和距离，可达到最好的射击效果。考虑到分队作战的距离一般不超过600米，而且35毫米破甲榴弹的最佳破甲距离也是以600公尺为佳，因此，QLB-06的表尺射程为600公尺，但光学瞄准镜的分划达到800公尺，使发射的榴弹在具备较高存速的区段内，获得最佳的杀伤与破甲效果。战术上主要用于杀伤和打击600米内的敌有生目标和轻型装甲目标，压制摧毁敌火力点和重要技术设施，阻隔敌步兵与坦克的联系，必要时还可对付低飞的武装直升机等目标。
分队作战时，除考虑作战距离外，还要考虑分队火力的机动和协同，以及一定的火力持续性。枪挂式榴弹发射器在遭遇战或打击重点目标时，具备重量轻、快速反应的特点，但大多数情况只能据其步枪发射且为手动装填，使得弹种初速较低、持续打击能力不强。自动榴弹、发射器加强到分队作战时，重量和射速显得偏大，机动性能不好。而QLB-06采用自动装填、单发射击的半自动榴弹发射器，重量轻、携行方便、投入战斗的反应快，既保持了单兵携行使用的灵活性，又增大了火力密度和火力持续性，在不过分增加重量的情况下，提高了单兵武器的火力压制能力。

## 設計細節
QLB-06是中國研製的87式自動榴彈發射器的衍生型。這槍於2006年首次向公眾亮相。這槍同時具有QLB-06和QLZ-87B兩個編號，這是因為中國國內的來源（新聞）都稱這武器為QLB-06，而解放軍的武器進出口公司保利科技公司則在其廣告宣傳文獻之中稱其為QLZ-87B。這件武器向輕量化的方向又邁出了一步，一人便攜式步兵支援武器，可用於班或排級。
QLB-06基本戰技指標與QLZ-87相同，同樣使用DF87式35毫米系列高速榴彈，有效及最大射程相約，同樣配備了光学瞄准镜和後備機械瞄具作為瞄準具。
QLB-06由其主身管（內分為機匣組件、自動機組件、復進簧組件、二級緩衝器組件、發射機組件、槍尾組件、兩腳架）及彈鼓、光學瞄準鏡等組成。
QLB-06的重量減至9.1公斤（20.06磅），全重減輕了近3公斤。可QLB-06卻取消了全自動發射方式，只有半自動發射方式，彈鼓容量亦減少至4發。其中其4發直裝式彈鼓可以直接從彈鼓進彈口部裝填。雖然QLB-06與QLZ-87的供彈具可以通用。不過，QLB-06的基本槍機操作或多或少與QLZ-87保持一致。
QLB-06是氣動式武器，採用後吹式氣動操作，並且以轉拴式槍栓將槍管膛室閉鎖結構。由於設計的改變，新設計的發射器，除了減重，亦更注重提升人體工學。QLB-06的兩側亦變得比QLZ-87平滑。
機匣大量使用了鋁合金，取消了槍管散熱片，拉機柄改為裝在鋁合金機匣右側和使用不使用時折疊式設計，手槍握把改為正置式，內置式兩腳架改為“步槍樣式”並可以調節長短。QLB-06具有多種減少後座力措施，除了採用二級緩衝器組件外，槍管於槍口以上裝上了與QLZ-87相同制退器，槍托尾部肩墊採用了高效彈性體材料，和加裝了固定式托腮板。
QLB-06採用了多重保險。第一道設計在擊發機上，由於擊針通過位於槍機機框尾部的擊針定位，所以當槍機未完全閉鎖時，擊針突出量不足不能擊發，起到保險作用。第二道位於發射機前部，當槍機機框未復進到位時，擊錘被不閉鎖保險桿鎖住而不能擊發。第三道為手動保險與手槍握把一樣改為正置式，由於取消了全自動發射方式，快慢機設為保險和半自動。
QLB-06與QLZ-87一樣使用35毫米系列榴彈作為彈藥。初速稍降至190米／秒（623.37英尺／秒）。
QLB-06的光学瞄准镜的放大倍率為3倍，由螺栓固定改為通過提把左側上的MIL-STD-1913戰術導軌裝設。內部分劃最大距離為800公尺（874.89碼，2,624.67英尺），光學瞄準鏡方便可調、結構簡單、易分解。由於導軌為傾斜的安裝在槍身上，其安裝支架亦以相應角度傾斜。QLB-06的後備機械瞄具安裝在與FAMAS相似的提把內，並且由提把兩側的護板保護機械瞄具，只在頂端留下開槽。

## 資料來源
- （英文）—Modern Firearms—QLB-06 / QLZ-87B semi-automatic grenade launcher
- （简体中文）—中国武器大全—QLB06式35毫米轻型自动榴弹发射器
- （简体中文）—《兵器知识》2012年第4期：中国QLB06式35毫米轻型榴弹发射器（页面存档备份，存于）

## 外部連結
- （英文）—China Defense Mashup—QLB-06 grenade launcher: New Killing Machine from China
- （英文）—Chinese Military Review—Chinese QLB06 / QLZ-87B 35mm Magazine Fed Semiautomatic Grenade Launcher（页面存档备份，存于）
- （英文）—The Firearm Blog—A Guide To Chinese Infantry Support Weapons (Guest Post)（页面存档备份，存于）
- （简体中文）—新浪网—新浪军事—美称解放军大量装备QLB06榴弹发射器酷似轻机枪（页面存档备份，存于）
- （简体中文）—铁血网—
  - 中国QLB06式35毫米轻型自动榴弹发射器（页面存档备份，存于）
  - 中国QLB06式35毫米榴弹发射器（页面存档备份，存于）
- （简体中文）—兵器知识—中国QLB06式35毫米轻型榴弹发射器
- （繁體中文）—PChome 個人新聞台—中國槍榴彈（页面存档备份，存于）